# Synargis tytia
Espèce
Synargis tytia est un insecte lépidoptère appartenant à la famille  des Riodinidae et au genre Synargis.

## Taxonomie
Synargis tytia a été décrit par Pieter Cramer en 1777 sous le nom de Papilio tytia.

## Écologie et distribution
Synargis tytia est présent en Guyane, en Guyana, en Équateur, au  Brésil et au Pérou.

### Protection
Pas de statut de protection particulier.